# إبراهيم الشيخلي
إبراهيم الشيخلي (19 تشرين الثاني/نوفمبر 1983 - )؛ ممثل عراقي مقيم في الكويت. دخل المجال الفني عام 2003 قدم العديد من المسلسلات التلفزيونية والمسرحيات.

## أعماله الفنية

### في التلفزيون
| سنه الإنتاج | اسم المسلسل       | بمشاركة                                                                              |
| ----------- | ----------------- | ------------------------------------------------------------------------------------ |
| 2006        | وسع صدرك          | طارق العلي، محمد الصيرفي، شهاب حاجية، محمد الحملي، هند البلوشي                       |
| 2007        | هذا ولدنا         | جمال الردهان، طارق العلي، محمد الصيرفي، محمد الحملي، هيا الشعيبي، هند البلوشي        |
| 2008        | لاهوب             | غانم الصالح، احمد الصالح، محمد المنصور، احمد جوهر                                    |
| 2009        | موزه ولوزه        | احمد السلمان، الهام الفضاله، هيا الشعيبي، شهاب حاجيه، خالد العجيرب، شجون الهاجري     |
| 2009        | الهدامه           | غازي حسين، صلاح الملا، هيفاء حسين                                                    |
| 2009        | طول بالك          | طارق العلي، لمياء طارق، شهاب حاجيه، هيا الشعيبي                                      |
| 2010        | عيني عينك3        | شهاب حاجيه، منى شداد، يعقوب عبدالله                                                  |
| 2010        | السندباد بن حارب  | محمد جابر، عبدالامام عبدالله، منى شداد                                               |
| 2010        | العب غيرها        | خالد العجيرب، يعقوب عبدالله، شهاب حاجية                                              |
| 2014        | لو باتري          | محمد الحملي، نورا العميري                                                            |
| 2014        | الفلته 3 - برنامج | طارق العلي، منى شداد، نورا العميري مبارك المانع، سلطان الفرج                         |
| 2015        | طربان             | محمد المنصور، احمد العونان، سامي مهاوش                                               |
| 2015        | اخر اثنين         | فرحان العلي، احمد العونان                                                            |
| 2016        | حريم بوسلطان      | جمال الردهان، فخريه خميس، احمد السلمان، مرام البلوشي، مي عبدالله                     |
| 2016        | كوميدي مكس        | غاده السني، عبدالرحمن الهزيم، ساره القبندي، سعود بوعبيد                              |
| 2016        | الدعله            | عبدالرحمن العقل، هدى الخطيب، منى شداد                                                |
| 2017        | ليش يا جاره       | عبدالرحمن العقل، هدى الخطيب، ميس كمر، خالد العجيرب، نورا بالالف                      |
| 2017        | بوطبيع            | عبدالناصر درويش، عبدالرحمن العقل                                                     |
| 2018        | الحزره            | عبدالرحمن العقل، مرام البلوشي، نورا العميري، احمد العونان، عبدالعزيز النصار          |
| 2019        | الديرفه           | محمد المنصور، عبدالرحمن العقل، اسمهان توفيق، هيفاء عادل، بثينه الرئيسي، حسين المنصور |

### المسرحيات
| سنه الإنتاج | المسرحية             | بمشاركة                                                                              |
| ----------- | -------------------- | ------------------------------------------------------------------------------------ |
| 2003        | ذوبان الجليد         | كنعان حمد، جاسم النبهان، باسمه حمادة                                                 |
| 2003        | سوبر صطار            | عبدالناصر درويش، طارق العلي                                                          |
| 2006        | البيت بيتك           | طارق العلي، شهاب حاجيه، هيا الشعيبي، محمد الحملي، هند البلوشي                        |
| 2008        | الحفره               | حسين المهدي، يوسف البغلي                                                             |
| 2008        | قرقيعان              | داوود حسين، احمد السلمان، خالد العجيرب، احمد العونان، حسين المهدي، ياسه              |
| 2010        | دراما الشحاذين       | ميثم بدر                                                                             |
| 2010        | الفارس واميرة الغابه | فاطمه الطباخ، محمد المسلم، عصام الكاظمي                                              |
| 2011        | عرس الموت            | عبد الله الخضر، هبه الدري، يوسف البغلي                                               |
| 2011        | عرس الموت            | يلدا، عبدالله التركماني، محمد عاشور                                                  |
| 2012        | الاختراع العجيب      | باسمه حماده، احلام حسن، هبه الدري، احمد ايراج، محمد الرمضان                          |
| 2013        | مصنع الكاكاو         | يعقوب عبدالله، حمد العماني، الهام الفضاله، صمود، ليلى عبدالله                        |
| 2014        | قصة حلم              | سامي مهاوش، يوسف البغلي                                                              |
| 2014        | القبعه الزرقاء       | يعقوب عبدالله، صمود                                                                  |
| 2015        | آن فولو              | طارق العلي، سعود الشويعي، مرام البلوشي، نورا العميري، خالد مظفر                      |
| 2016        | مصنع الكاكاو 2       | يعقوب عبدالله، الهام الفضاله، حسين المهدي، صمود، لولو الملا                          |
| 2017        | فانتازيا             | سعد الفرج، سمير القلاف، احمد ايراج، سلطان الفرج، سامي مهاوش، احمد التمار             |
| 2018 - 2019 | موجِب                 | هيفاء عادل، احلام حسن، سماح، محمد الحملي، عبدالله الخضر، جمال الشطي، عبدالله الرميان |

### المهرجانات الفنيه
| سنة الانتاج | اسم المسرحية         | بمشاركة                                                              |
| ----------- | -------------------- | -------------------------------------------------------------------- |
| 2007        | حدث في جمهورية الموز | يوسف الحشاش، حسين المهدي، ميثم بدر، عيسى ذياب، احمد التمار           |
| 2009        | ثورة...!؟!؟          | سليمان الياسين، بثينه الرئيسي                                        |
| 2009        | تاتانيا              | ميثم بدر، فاطمه الصفي، عيسى ذياب، احمد التمار                        |
| 2011        | صائد الاحلام         | عماد العكاري، ابراهيم بوطيبان                                        |
| 2011        | اخر رجل في العالم    | يوسف البغلي، شذى سبت                                                 |
| 2012        | نرفانا               | علي بولند، ميثم بدر، عبدالله التركماني                               |
| 2013        | درب السلامه          | حمد العماني، محمد الحملي، عبدالله الخضر، شجون الهاجري، هنادي الكندري |
| 2014        | معركة العقول الفارغة | حمد اشكناني، عبدالمحسن القفاص، فرح الصراف، خالد المظفر               |
| 2014        | شارع أوتوقراطيا      | سعود بوعبيد، احمد التمار                                             |
| 2015        | مملكة الطيور         | سحر حسين، يعقوب عبدالله، نور الغندور                                 |
| 2015        | المنطاد              | احلام حسن، حمد اشكناني                                               |
| 2016        | العائلة الحزينة      | علي بولند، فاطمه الصفي، ميثم بدر، خالد المظفر                        |
| 2016        | فيتامين واااو        | داوود حسين، هبه الدري                                                |